# Smrtící déšť
Smrtící déšť (v originále Acide) je belgicko-francouzský hraný film z roku 2023, který režíroval Just Philippot podle vlastního scénáře. Snímek měl světovou premiéru na filmovém festivalu v Cannes dne 21. května 2023.

## Děj
Michal a Élise jsou rozvedení rodiče 15leté dívky Selmy. Zprávy uvádějí, že přes Francii pravděpodobně přejdou mraky silně kyselého deště. Rodina se tak ocitne uprostřed této kalamity a bude se muset spojit, aby přežila.

## Obsazení
| Guillaume Canet | Michal |
| Laetitia Dosch  | Élise  |
| Suliane Brahim  | Karin  |

## Ocenění
- César: nominace v kategorii nejlepší vizuální efekty (Thomas Duval)